# 唐夸涅
唐夸涅（法語：Tancoigné，法語發音：[tɑ̃kwaɲe] ⓘ）是法国曼恩-卢瓦尔省的一个旧市镇，属于索米尔区。2016年1月1日，唐夸涅和相邻的6个市镇合并为新市镇利斯-上莱永（Lys-Haut-Layon）。

## 地理
唐夸涅（47°10'28"N, 0°24'30"W）面积4.25 平方千米，位于法国卢瓦尔河地区大区曼恩-卢瓦尔省，该省份为法国西部内陆省份，大致对应安茹地区，北起顺时针与马耶讷省、萨尔特省、安德尔-卢瓦尔省、维埃纳省、德塞夫勒省、旺代省、大西洋卢瓦尔省和伊勒-维莱讷省接壤。
与唐夸涅接壤的市镇（或旧市镇、城区）包括：拉福斯德蒂涅、莱永河畔尼埃伊、莱永河畔圣乔治、特雷蒙。
唐夸涅的时区为UTC+01:00、UTC+02:00（夏令时）。

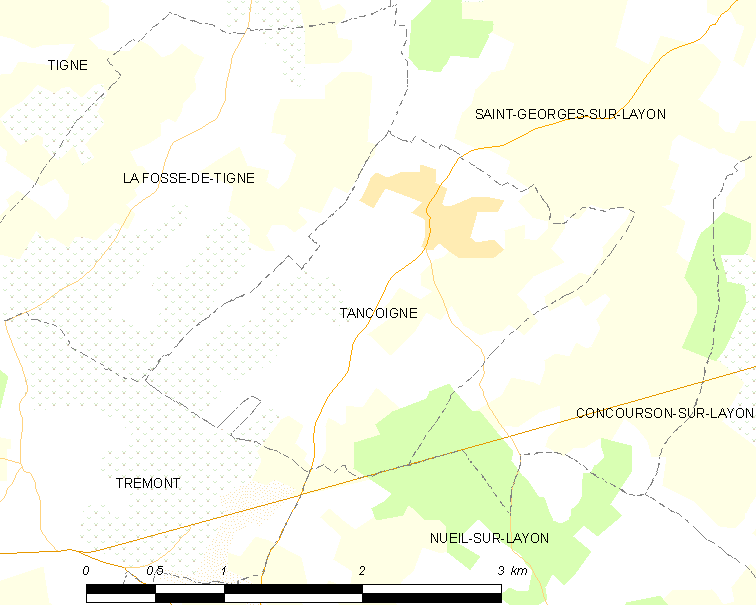
唐夸涅的OSM定位图

## 行政
唐夸涅的邮政编码为49310，INSEE市镇编码为49342。

## 政治
唐夸涅所属的省级选区为绍莱第二县。

## 人口

1962-2008年间唐夸涅人口变化图示

唐夸涅于2018年1月1日时的人口数量为314人。